# Karl Geiringer
Karl Geiringer est un musicologue, professeur de musique et biographe austro-américain, né le 26 avril 1899 à Vienne et mort le 10 janvier 1989 à Santa Barbara, à l'âge de 89 ans. 
Il a fait ses études à Vienne, mais au début de la Seconde Guerre mondiale, il a émigré en Angleterre, puis finalement aux États-Unis, où il a poursuivi une carrière longue et fructueuse dans plusieurs universités. Il était un spécialiste de Johannes Brahms, de Joseph Haydn et de la famille Bach.

## Biographie
Geiringer, né à Vienne, est le fils de Louis Geiringer et de Martha Wertheimer,. Il a étudié l'histoire de la musique à l'université de Vienne, avec Guido Adler et Curt Sachs. Il a obtenu son doctorat en musicologie à l'université de Vienne en 1923. Le sujet de sa thèse était les instruments de musique qui apparaissent dans la peinture de la Renaissance. Après sa thèse, il travailla comme éditeur pour un journal dirigé par Guido Adler. Son nom resta attaché à ce journal jusqu'à la fin de sa vie . 
En 1930, il obtint un poste notable dans le domaine de la musicologie, en tant que responsable des archives de la Société viennoise des mélomanes, poste occupé précédemment par son maître Eusebius Mandyczevski, et d'autres enseignants importants. Ce travail permit à Geiringer d'avoir accès à un certain nombre de sources concernant la musique occidentale, qu'il utilisa par la suite dans ses travaux. Une curieuse responsabilité dont hérita Geiringer, aux archives de cette société, était la conservation du crâne de Joseph Haydn, qui avait été subtilisé sur la sépulture du compositeur en 1809. Dans la première édition anglaise de sa biographie de Haydn, datant de 1946, Geiringer se rappelle qu'il présentait le crâne à des visiteurs. On pourra voir l'article en anglais, concernant la tête de Haydn (Haydn's head (en)), pour plus de détails. 
En 1938, lors de l'Anschluss, l'Autriche fut annexée à l'Allemagne nazie. Lors de l'occupation nazie, la Société viennoise des mélomanes fut fermée. Geiringer, bien qu'il eût été baptisé au sein de l'Eglise catholique, était l'enfant de parents juifs. Sa famille et lui étaient donc en danger. Ils quittèrent le pays. Geiringer partit tout d'abord pour Londres, où il enseigna au Collège royal de musique, tout en travaillant pour la BBC. Il travailla aussi pour le Dictionnaire Grove de la musique et des musiciens. 
En 1940, il partit aux États-Unis, et devint citoyen américain en 1945. Il enseigna pendant un an en tant que visiting professor au Collège Hamilton de New-York. L'année suivante, il obtint un poste à l'université de Boston, qu'il conserva pendant 21 ans, pour lequel il s'occupait des programmes universitaires. Howard Chandler Robbins Landon fut un de ses élèves. Par la suite, à partir de 1962, il fut nommé à l'Université Santa Barbara de Californie, et s'occupa des programmes de musicologie. A cette période, il continuait à publier régulièrement. 
En 1973, il devint professeur émérite, mais resta très actif. Ses collègues disaient de lui que sa retraite était plus technique que réelle. Son enseignement et ses recherches ne prirent fin qu'à sa mort. Il mourut à Santa Barbara à l'âge de 89 ans, des suites d'une chute.
Geiringer a été marié deux fois. Sa première femme, et collaboratrice de longue date, était Irene Geiringer (1899-1983),. Il s'est remarié plus tard avec Bernice Geiringer, née Abrams (1918-2001), une pianiste concertiste qui avait été l'élève d'Arnold Schönberg. Il a eu deux fils, Martin et George.

## Enseignement
Il fut deux fois président de la Société américaine de musicologie, et élu en 1959 à l'Académie américaine des arts et des sciences. En 1994, l'université de Santa Barbara donna son nom à un programme universitaire et à une salle de concert. Selon Will Crutchfield, Geiringer s'occupait des sujets les plus pointus et les plus vastes. Parmi ses travaux, se trouvent des biographies de Brahms, de Haydn et de la famille Bach, qui furent rééditées plusieurs fois. Il fut aussi l'auteur de nombreux articles de recherche. Il réussit à remettre en lumière des œuvres de Brahms et d'Hugo Wolf qui avaient disparu. 

Ses collègues parlent de lui en ces termes: 

« Son rendement scientifique prolifique, considéré dans son entier, est remarquable de par son ampleur et sa profondeur. Ses écrits et éditions couvrent pratiquement toute la gamme de l'histoire de la musique et portent tous la marque d'une discipline qu'il a dû posséder en tant qu'étudiant et d'une excellence que nous lui connaissons en tant qu'enseignant. Ses réalisations les plus significatives, si elles peuvent être mises en évidence, se situent dans les domaines de la recherche sur Bach et Haydn, dans ses travaux, écrits, révisés et élargis, sur ces deux maîtres, sur une période d'un demi-siècle, en collaboration avec sa brillante première épouse, et dans son effort de toute une vie pour voir une édition rassemblée des travaux de Haydn réalisée pour la première fois au cours de ce siècle. »

Geiringer parlait de lui en ces termes à la fin de sa vie : 

« Il me semble que mon destin m'a permis de bien utiliser au cours de ma vie les modestes ressources que la nature m'avait offertes. »

## Ouvrages
- Brahms, sa vie et ses œuvres, Houghton Mifflin, 1936.
- Les instruments de musique, leur histoire dans la culture occidentale, de l'âge de pierre à aujourd'hui , Oxford University Press, 1945.
- Haydn, une vie créative en musique, première édition, 1946, troisième et dernière édition, avec Irene Geiringer, W. W. Norton, 1984.
- La famille Bach, sept générations de génies créatifs, Oxford University Press, 1954.
- Jean-Sébastien Bach, l'apogée d'une ère,  Oxford University Press, 1966.
- This I remember, Fithian Press, Santa Barbara, 1993.
- Joseph Haydn et le dix-huitième siècle, collection de travaux de Karl Geiringer, édition par Robert Freeman, Harmonie Park Press, 2002.
- Sur Brahms et ses amis, essai et étude documentaire, révisé et complété par George Bozarth, avec une préface de Walter Frisch, Harmonie Park Press, 2006.